# Арманд, Павел Николаевич
Па́вел Никола́евич Арма́нд (23 апреля 1902, Пушкино, Московская губерния — 16 августа 1964, Рига) — советский кинорежиссёр и сценарист, автор музыки и текстов песен. Заслуженный деятель искусств Латвийской ССР (1947). Член КПСС с 1945 года. Племянник Инессы Арманд.

## Биография

### Ранние годы
Мать кинорежиссёра, Рене (урождённая Стеффен), с матерью, Натали Вильд-Стеффен, сестрами Инессой и Анной Стеффен, приехала в Россию из Парижa. Обе сестры вышли замуж за братьев Арманд, Инесса — за Александра, Рене — за Николая. У Рене и Николая Арманд родились шестеро детей.
Павел Арманд — участник Гражданской войны. В 16 лет ушёл добровольцем на фронт на стороне красных..

### Карьера в кино
В 1928 году окончил кинокурсы Б. Чайковского в Москве. После окончания работал на разных киностудиях: ассистентом режиссёра, затем режиссёром на студии «Госвоенкино», «Союзкино», «Арменкино» (1931-1933) и «Ленфильм» (1935-1942). Первая самостоятельная работа Арманда — фильм «СЭП» («Сборная экспериментальная программа», 1929, совместно с М. Вернером).
Снимал научно-популярные фильмы.
Автор слов и музыки популярной песни «Тучи над городом встали…», исполненной Марком Бернесом в фильме режиссёра Сергея Юткевича «Человек с ружьём».
Согласно информации газеты «Мурманский вестник» (21.08.2010), в 1940 году «Комсомолец Заполярья» информировал читателей, что «режиссёр Арманд, один из режиссёров кинокартины «Человек с ружьём», ставит картину «Политрук Колыванов» об армейских буднях, о взаимоотношениях комиссара и солдат-новобранцев. Запущенный в производство 12 марта 1940 года, фильм снимался в Хибинах в Мурманской области (главную роль исполнял Борис Блинов), но был снят с производства из-за некачественного сценария 21 августа того же года, как следует из справки Управления пропаганды и агитации ЦК ВКП(б) «О состоянии художественной кинематографии».
Во время Великой Отечественной войны оказался в кольце блокады Ленинграда, по Дороге жизни был эвакуирован в Алма-Ату.

### Основоположник латвийского кино
Приехал в Ригу в 1946 году на картину Александра Иванова «Возвращение с победой» сорежиссёром. В 1947 году получил за эту работу звание заслуженного деятеля искусств Латвийской ССР. Павел Арманд считается одним из основоположников латышского игрового кино.
В фильме «Встреча на Эльбе» П. Арманд значится режиссёром (не путать с постановщиком).
С 1954 года — на Рижской киностудии.  Создал драму «Весенние заморозки», где вторым режиссёром у него работал Леонид Лейманис. Главной работой мастера стало осуществление масштабной кинодилогии, посвящённой памяти Яна Фабрициуса, в которую вошли ленты «За лебединой стаей облаков» и «Повесть о латышском стрелке».
В 1961 году снял ленту «Чёртова дюжина». Режиссер-постановщик фильма «Москва-Генуя» (Беларусьфильм, 1964), получившего Вторую премию по разделу историко-революционных фильмов I-го Всесоюзного кинофестиваля и Государственную премию СССР.
Скончался от инфаркта. Похоронен в Риге, на 1-м Лесном кладбище.

## Семья
Сын Сергей Павлович Арманд (1928-1998г.) работал кинооператором на студии Мосфильм". Снимал такие фильмы, как «Тот самый Мюнхгаузен», "Ирония судьбы", «Служебный роман», «Гараж», «Анна Павлова».
Дочь кинорежиссёра, Рене Арманд, окончила факультет журналистики МГУ, работала шеф-редактором на телеканале «Россия-Культура». Автор книг о своей семье «Наша бабушка Инесса Арманд», "Павильон, гримёрная, мотор".
Сын режиссёра Станислав, бывший мото-автогонщик, каскадер и актёр кино, живёт в Риге.

## Награды
- Заслуженный деятель искусств Латвийской ССР (1947)
- два ордена «Знак Почёта» (06.03.1950; 03.01.1956)

## Фильмография

### Режиссёр
- 1929 — Сборная экспериментальная программа
- 1930 — Стыдно сказать
- 1932 — Арут («Тридцать дней», «Три процента»)
- 1942 — Варежки
- 1955 — Весенние заморозки
- 1956 — За лебединой стаей облаков
- 1958 — Повесть о латышском стрелке
- 1961 — Чёртова дюжина
- 1964 — Москва — Генуя (совместно с Владимиром Корш-Саблиным)[4]

### Сценарист
- 1930 — Стыдно сказать
- 1932 — Арут